# Tristan (jméno)
Tristan je mužské jméno. Jde o francouzské jméno keltského původu, v ČR není příliš obvyklé. Proslavil ho Tristan, jeden z rytířů kulatého stolu krále Artuše. Starofrancouzská forma piktského jména Drustan, zdrobnělina od Drust. Gaelská podoba je Drustan a britonská je Drystan.
Jméno bývá uváděno jako varianta keltského jména Tristram, tj. šum, hluk, známého ze středověkých francouzských rytířských románů. Podle jiné verze vzniklo toto jméno podle jména mocného pasáka vepřů Drusta, syna krále Conomora. Jméno Drustan prý znamená „vřava“ a také „povstání“. Jméno Tristan může být také vykládáno z latinského tristis, což v překladu znamená smutný, dle jedné legendy, kdy matka rodila Tristana ve velkém smutku.
Jméno Tristan a jeho podoby nalezneme po celém světě, např.: anglický, německý či francouzský Tristan, italský Tristano, maďarský Terestyén, Trisztán, či španělský Tristán, již zmíněný Tristram apod. Američtí Tristani slaví jmeniny 22. 12., evropští 28. 11.
Známý je též starověký keltský epos dvojice Tristan a Isolde, na jehož motivy vznikla také stejnojmenná opera Richarda Wagnera Tristan a Isolda.

## Varianty
- Drystan: velšsky
- Tristen: anglicky
- Tristram: britská angličtina
- Drust(an): starokeltsky
- Tristão: portugalsky
- Tristán: španělsky

Známí nositelé tohoto jména:
- Svatý Drostan – skotský zakladatel a opat kláštera Old Deer v Aberdeenshire. Jeho ostatky byly přeloženy do kostela v Novém Aberdouru a jeho svatá studna leží poblíž.

- Tristan Tzara – francouzský básník dramatik a zakladatel dadaismu, rumunského původu
- Tristan Bernard – fr. dramatik, umělec, právník
- Tristan Corbière – fr. básník
- Jared Tristan Padalecki – americký herec
- Tristan Nitot – prezident Mozilla Europe
- Reinhard Tristan Eugen Heydrich – nacistický pohlavár

## Fiktivní hrdinové
- Drustan mab Necthana, cruarch Alby a fiktivní postava z knih Kushielova odkazu – Phèdřiny trilogie